# Det tavse Vidne
Det tavse Vidne er en amerikansk stumfilm fra 1920 af Hobart Henley.

## Medvirkende
- William Faversham - Raymond Chapelle
- Lucy Cotton - Valerie Lafleur
- Pedro de Cordoba - Father Aubert
- Miss Sherman - Lafleur
- Lule Warrenton - Blondin
- Robert Conville
- John Barton